# G-Band-Magnitude
Die G-Band-Magnitude ist eine scheinbare Helligkeit von Himmelsobjekten, wie sie von der Raumsonde Gaia gemessen wird. Die G-Magnitude folgt einer logarithmischen Skala. Je niedriger die Magnitude, umso heller ist die scheinbare Helligkeit des Objekts.

## Gaia-Magnituden
Bei der Messung von G-Band-Magnituden (hier auch G-Magnitude oder G genannt) gibt es physikalische Einschränkungen: Die Sensoren sind zu empfindlich für eine Messung von Sternen der Magnitude 3 oder heller. In diesem Fall sind die Sensoren gesättigt und können keine korrekten Werte ausgeben. Unterhalb von G = 6 beginnt die Sättigung der Sensoren, weshalb Werte unterhalb dieser Schwelle durch Anwendung entsprechender Korrekturformeln errechnet werden und eine geringere Genauigkeit aufweisen. Für Magnituden von G < 6 können hilfsweise die Messungen der Skymapper herangezogen werden, die eine geringere Empfindlichkeit haben, jedoch zu dem Preis einer höheren Standardabweichung. Die Voreinstellung der Sonde im Nominalbetrieb bewirkt, dass lichtschwache Objekte nur bis zu einer G-Magnitude von ungefähr 21 erfasst werden. Gaia arbeitet mit einem variablen Magnitudenlimit. Ist die Sterndichte nicht außergewöhnlich hoch, so arbeitet Gaia mit einem Magnitudenlimit von G ≤ 21, in Gebieten mit sehr hoher Sterndichte wie z. B im Bereich der galaktischen Ebene wird die Zahl der pro Zeiteinheit verarbeitbaren Objekte überschritten. In diesem Fall werden die lichtschwächeren Objekte nicht erfasst und das Magnitudenlimit kann niedriger liegen. Gaia erfasst außer der scheinbaren Helligkeit auch Parallaxen, aus der Parallaxe lässt sich die Entfernung eines Objekts berechnen. Aus der Kombination von G-Magnitude und Entfernung lässt sich die absolute Helligkeit ermitteln.

### Ungefilterte Magnitude G
Die G-Magnitude erfasst alle Strahlung im Reflektivitätsbereich der Spiegel und im Empfindlichkeitsbereich der 62 CCD-Sensoren. Die Sensoren können elektromagnetische Strahlung der Wellenlänge von ca. 330 bis 1050 nm erfassen. Dieses ungefilterte „weiße“ Frequenzband umfasst also neben dem für das menschliche Auge sichtbaren Licht im Bereich von ca. 400 bis 800 nm auch nahe Ultraviolettstrahlung (UV-A) im Bereich von 400 bis 330 nm, sowie Infrarotstrahlung im nahen Infrarot (IR-A) von ca. 800 bis 1050 nm Wellenlänge. Die Strahlung dieser Bänder wird teilweise von der Erdatmosphäre absorbiert, sodass die Ergebnisse dieser Messungen nicht direkt mit den Messungen erdbasierter Instrumente vergleichbar sind. 

### Magnituden der beiden Photometer GBPund GRP
Zwei weitere Magnituden werden von den Sensoren der beiden Photometer gemessen. Die beiden Photometer haben vorgeschaltete Prismen und Filter bzw. Oberflächenbeschichtungen, die einen Bandpass bilden, sodass das blaue Photometer (BP) Wellen zwischen 330 und 680 nm und das rote Photometer (RP) Wellen zwischen 640 und 1050 nm erfasst. Die entsprechenden Helligkeiten sind GBP und GRP. Alle Objekte werden, falls möglich, in diesen drei Frequenzbändern gemessen für eine Charakterisierung der Farbe und der Spektralklasse. Gibt es für alle drei Frequenzbänder brauchbare Messungen, so spricht man von einer Drei-Band-Photometrie. Laut Definition ist G gleich der Summe der Lichtmenge der beiden Photometer. In der Praxis ergeben sich Differenzen zwischen den realen Messwerten und der mathematischen Berechnung des Werts. Die Differenz zwischen GBP und GRP auf der einen Seite und G auf der anderen Seite wird mit dem Flux-Excess-Faktor ausgedrückt. Ein hoher Faktor kann beispielsweise durch sich überlagernde Objekte hervorgerufen werden. Die Differenz GBP minus GRP ergibt einen Farbindex. Die Magnitudenlimits entsprechen denen von G. Messungen der beiden Magnituden GBP und GRP sind außerdem notwendig für die Kalibrierung der G-Magnitude.

### Magnitude des Radialgeschwindigkeitsspektrometers GRVS
Schließlich gibt es noch ein eng definiertes Band von 847–874 nm, das vom Radialgeschwindigkeitsspektrometer (RVS) untersucht wird. Dies ist allerdings nur möglich, wenn das Objekt hell genug ist und eine G-Magnitude von < 17 hat. Dieser Bereich im nahen infraroten Bereich enthält das Calciumtrippel, drei markante Spektrallinien des Elements Calcium bei  849,8 nm, 854,2 nm und 866,2 nm und wird herangezogen, um Dopplerverschiebungen zu messen und daraus die Radialgeschwindigkeit zu berechnen. Das Instrument gibt Informationen über Metallizität und Spektralklasse und liefert einen eigenen Helligkeitswert GRVS. Im Gaia-DR3-Katalog sind zum ersten Mal Werte  für GRVS veröffentlicht. Für die Kalibrierung wird der Catalogue of Radial Velocity Standard Stars benutzt.
| Messwert                                        | Abkürzung | Wellenlänge (nm) |
| ----------------------------------------------- | --------- | ---------------- |
| G-Band-Magnitude                                | G         | 330–1050         |
| G-Band Blaues Photometer (BP)                   | GBP       | 330–680          |
| G-Band Rotes Photometer (RP)                    | GRP       | 630–1050         |
| G-Band Radialgeschwindigkeitsspektrometer (RVS) | GRVS      | 847–874          |

## Kalibrierung
Für die Kalibrierung kann Gaia die Polsequenz nicht verwenden, da die meisten dieser Sterne für Gaia zu hell sind und die Sterne nicht gleichmäßig verteilt sind. Deswegen wurde der Gaia Spectrophotometric Standard Star Catalog (SPSS) mit rund zweihundert Sternen von verschiedenen gut bekannten Magnituden und Spektralklassen zur anfänglichen Kalibrierung erstellt. Ab Gaia EDR3 wurde die Datenbasis für die Kalibrierung auf über 100.000 gut bekannte Sterne verschiedener Spektralklassen aufgeweitet.
Die Veröffentlichungen Gaia DR1, Gaia DR2 und Gaia EDR3/Gaia DR3 verwenden verschiedene fotometrische Systeme. Die spektralen Empfindlichkeiten der Detektoren sowie die Transmissivitäten der Filter und anderer optischer Komponenten bestimmten Passbänder werden jeweils neu kalibriert. Die Kalibrierung der Messwerte ist ein Teil der Forschung und es ist zu erwarten, dass die folgenden Kataloge jeweils veränderte Empfindlichkeitskurven verwenden, dabei sind Faktoren wie Hintergrundhelligkeit, die Alterung der Sensoren, Strahlenschäden und Pixelfehler und dünne Eisablagerung auf den Sensoren und Spiegeln berücksichtigt. Die Gaia-Mission ist selbstkalibrierend und die späteren Versionen der Gaiakataloge werden zunehmend anhand der gesamten Messdaten kalibriert.

### Diagramm
Kalibrierung für Gaia EDR3: Horizontal: Wellenlänge in Nanometer; vertikal: Durchlässigkeit in Prozent.
GBP wird vom Blauen Photometer und GRP vom Roten Photometer gewonnen. Das G-Band  wird von den Sensoren des astrometrischen Felds gewonnen und ist grün dargestellt.